# 教室

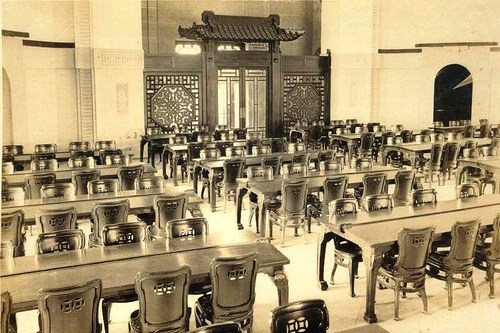
清朝時武漢大學的學堂教室

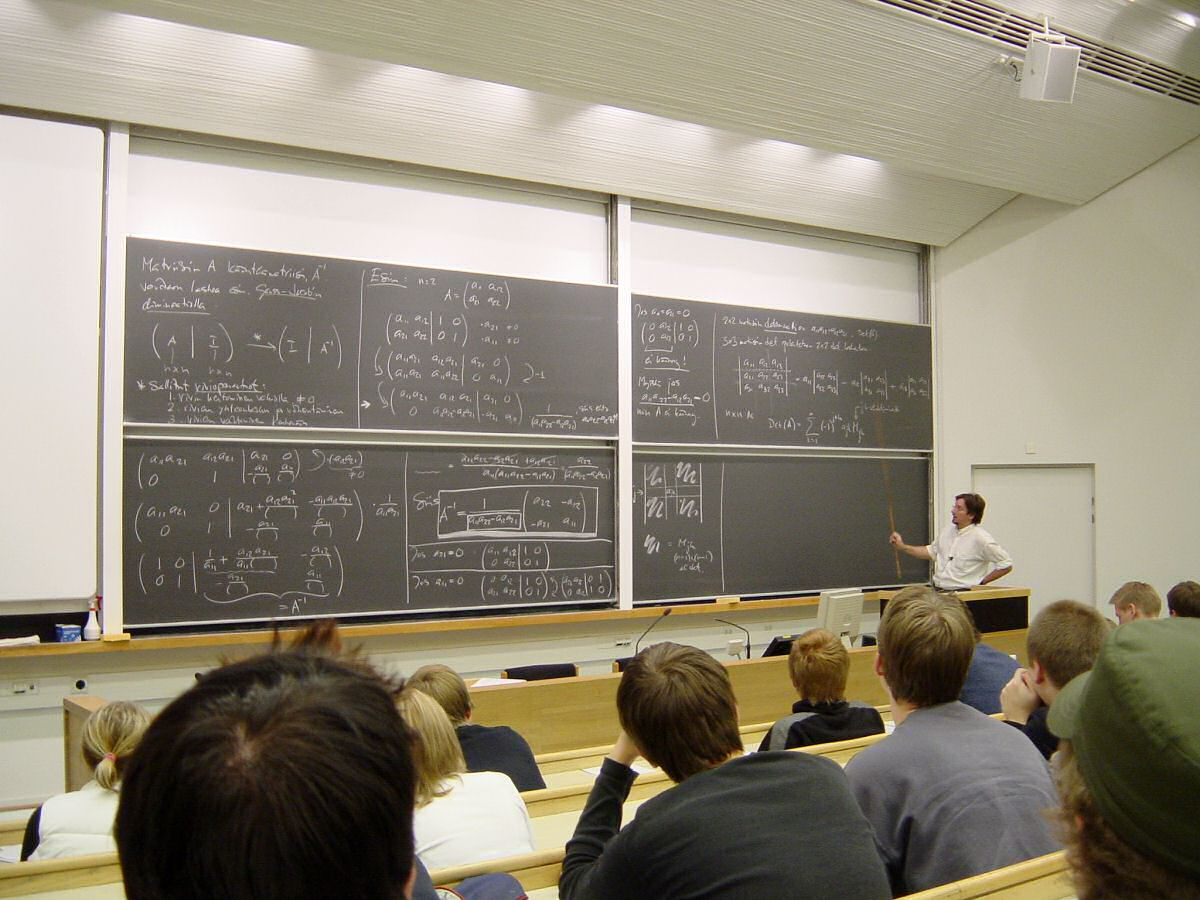
赫爾辛基理工大學升降多黑板教室

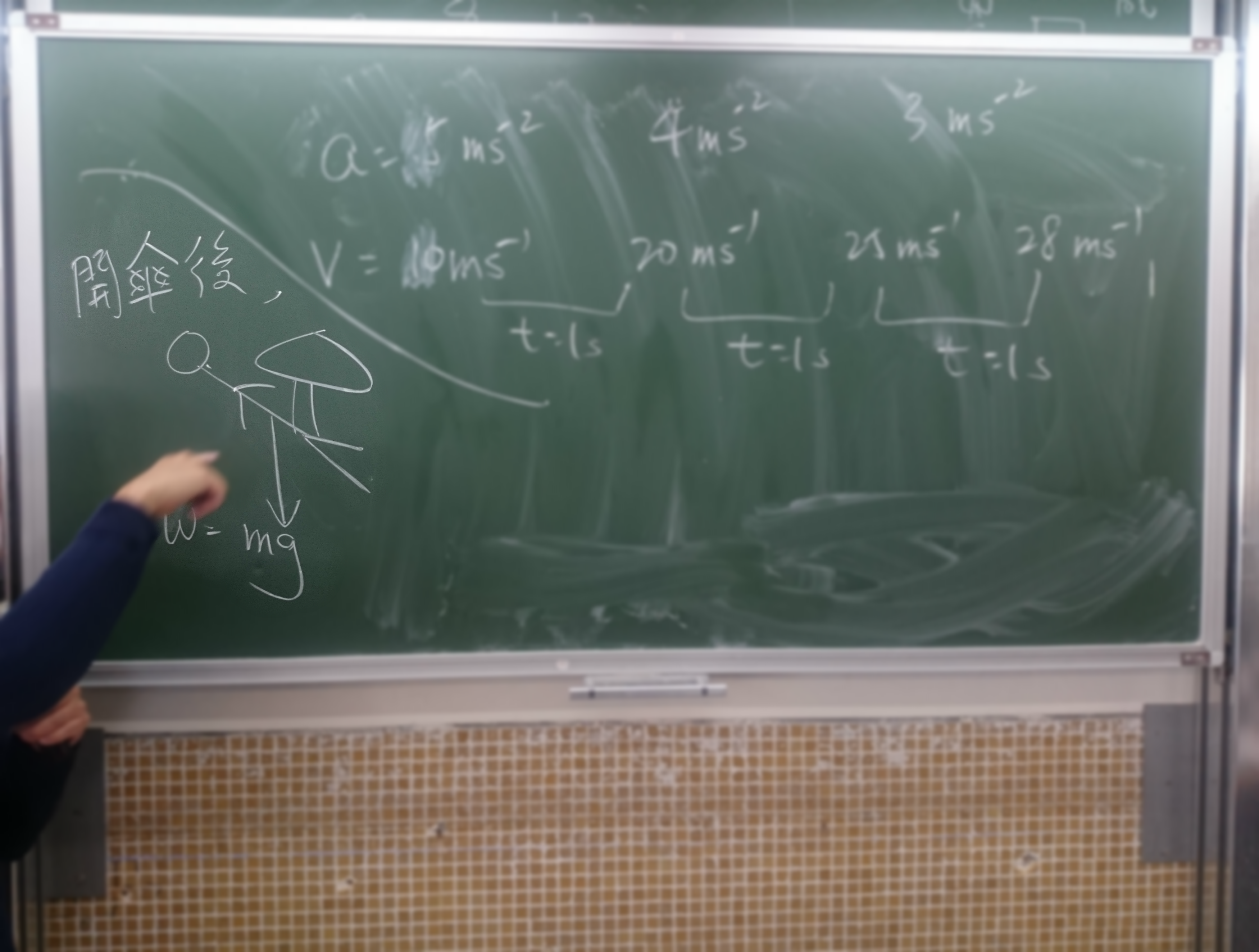
葵涌循道中學物理室之一個黑板

教室又稱課堂、課室，香港也稱班房，是学生上课的地点，是個学校重要的组成部分。整體來說，教室是一個進行授業、教學的房間，絕大部份是指教師與學習者進行教育傳授的地方。

## 历史
相传孔子杏坛设教，收弟子三千，授六艺之学。根據現有文獻記載，杏坛可以說是中国正式具有教室意义早期資料，在那之前是否也有類似的場所並沒有任何記錄資料。之後就出現了學堂這類教育的機關，例如《儒林外史》在第一回中有提到「他母親做些針指，供他到村學堂裡去讀書。唐玄宗時代開始出現書院等古時的教學讀書場所。

## 种类与用途
教室的种类很多，除了普通的教室，每一个阶段的学习还需要使用不同种类的教室。

### 小学阶段
普通的小学有普通教室，有些有阶梯教室。
另外一般还会有：
- 舞蹈教室
- 音乐教室
- 美术教室
- 自然教室

### 中学阶段
普通的中学除了小学所有的几种教室外，
一般还会有：
- 多媒体教室：主要用来开展多媒体的学习方式，促进学生对知识的理解和吸收[7][8]
- 電腦教室：主要用来学习電腦的相关知识
- 试验教室：即實驗室，主要用来进行各科学习所需要的试验、實驗
- 自习教室：又稱自修室，主要用来方便同学们的自主学习[9]

### 大学阶段

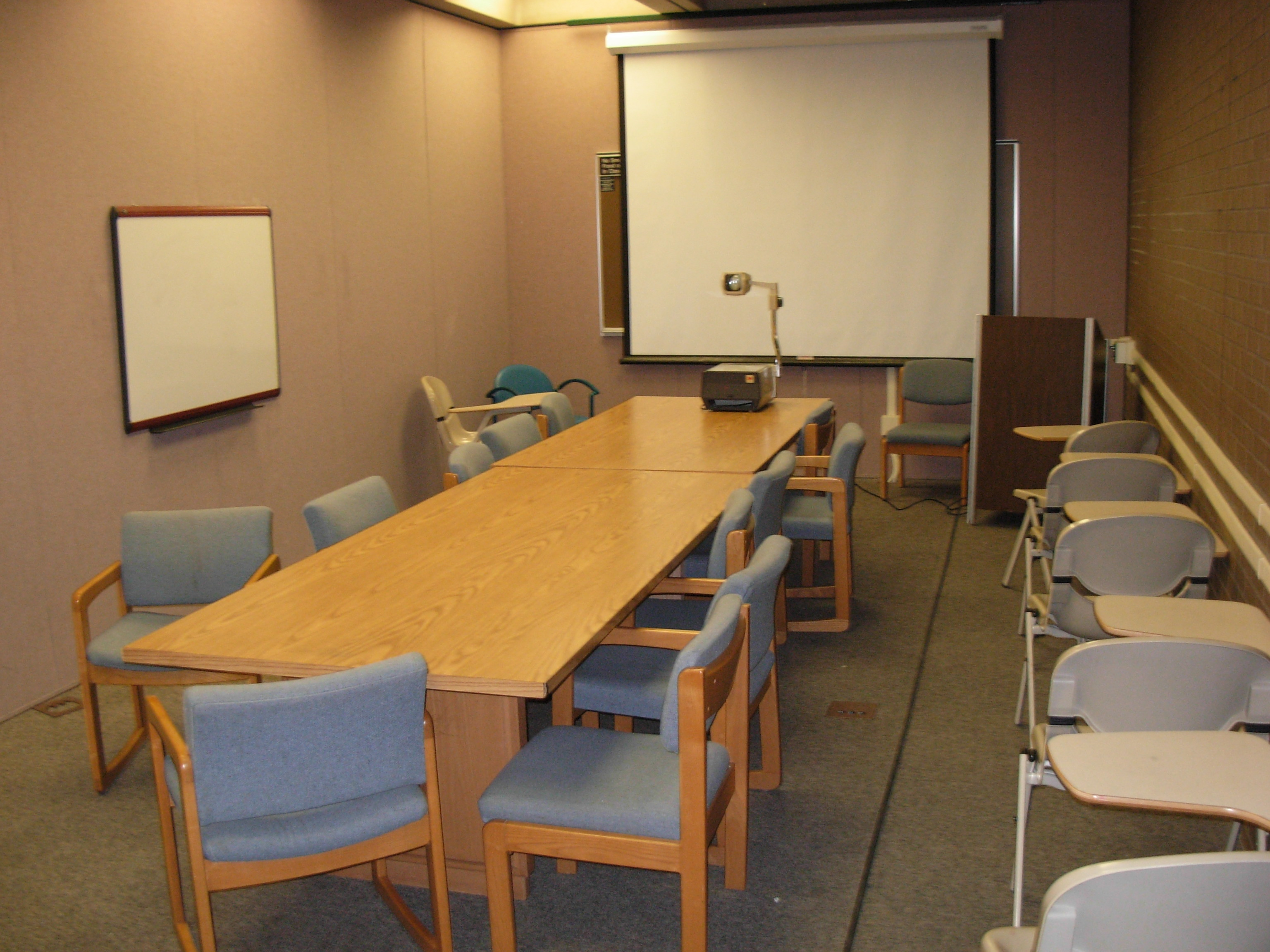
一间典型的小教室

普通的大学一般有大教室和小教室的分别
- 大教室
- 小教室

另外还会有：
- 绘图教室[11]
- 语言教室[12]：一般类似于多媒体教室，但是会包含更多的辅助语言学习的设施。主要用来辅助学生学习语言。

### 其它
除了上述的几种教室，还以一些不常见的教室种类。
- 远程教室[13]：主要用来为一些不方便办学或办学条件不好的地区提供一个教学平台[14]，教室内通常会有摄像装置，能够进行远程传输。
- 电子钢琴教室[8]
- 美化形体教室
- 试唱教室

## 构成
一个教室一般有以下几个部分构成
1. 黑板（或白板[15]）以及粉笔（白板笔），黑板刷（或白板刷）
2. 讲台
3. 学生用的椅子和桌子

特种教室还可能包括下列的一种或几种
多媒体教室：投影機、电视、VCD（或DVD）、電腦
语言教室：语音对比系统、耳机、话筒
音乐教室：乐器
美术教室：模型、画板、畫具、顏料
试验教室：试验仪器